# Segona pantalla
Segona Pantalla: terme que fa referència al dispositiu electrònic (tablet, smartphone) que un usuari de televisió utilitza per a interaccionar amb el contingut que està consumint.

## Història
Arran del canvi que es produeix en deixar de banda la televisió tradicional, la televisió social crea una necessitat d'interacció entre l'emissor de contingut i els consumidors.
Aquesta nova necessitat implica nous serveis, aplicacions i canvis en la producció de continguts. Una part important d'aquesta nova necessitat es veu satisfeta amb l'ús de "segones pantalles", ja que proporciona a l'usuari un mitjà, que no interromp directament a la reproducció del contingut, sinó que proporciona una via paral·lela, per la qual, l'usuari pot passar a ser un agent actiu en l'emissió de contingut o simplement realitzar una altra activitat.

## Anàlisi
Diversos estudis demostren la clara tendència de l'usuari a utilitzar un dispositiu mentre mira la televisió.
Demostren també, una major freqüència d'utilització del tablet o smartphone quan s'està mirant la televisió, fet que
altres estudis exposen en distingir un major percentatge de comentaris o posts en xarxes socials, sobre el contingut que s'està consumint.

Sobre aquests estudis, moltes empreses tant de producció de contingut, com de publicitat han adaptat els seus formats, per intentar aconseguir l'usuari el màxim d'atenció i, per tant, major rendibilitat.
Les aplicacions s'estan tornant una extensió natural de la programació televisiva, tant en directe com sota demanda.

## Aplicacions
Moltes de les aplicacions en les "segones pantalles" són orientades a donar-li un altre camí d'interactivitat a l'usuari i una altra forma també de vendre contingut publicitari. Alguns exemples:
- Transmissió del Master's golf Tournament, aplicació per l'Ipad (informació de classificacions i publicitat)[4]

- Programes de televisió que retransmeten i comenten tweets en directe.[5]

- Sincronització de contingut audiovisual amb publicitat via web[6]

- Aplicacions que amplien la informació del contingut.[7][8]

- Shows que afegeixen a les seves webs, contingut dedicat exclusivament a les segones pantalles[9]

- Aplicacions que sincronitzen el contingut que s'estigui visualitzant amb el dispositiu portàtil[10]